# Petra Granlund
Petra Granlund (Stenungsund, 15 ottobre 1987) è un'ex nuotatrice svedese.
Specializzata nella farfalla, ha partecipato alle Olimpiadi di Pechino 2008 classificandosi 14º nei 200m farfalla e 8º nella staffetta 4x200m sl.

## Palmarès
- Mondiali in vasca corta

Indianapolis 2004: bronzo nella 4x200m sl.
Dubai 2010: bronzo nei 200m farfalla.
- Europei

Budapest 2010: bronzo nella 4x100m sl.
- Europei in vasca corta

Fiume 2008: oro nei 200m farfalla e argento nella 4x50m sl.
Istanbul 2009: argento nei 200m farfalla.